# Poa hachadoensis
Poa hachadoensis är en gräsart som beskrevs av Elisa G. Nicora. Poa hachadoensis ingår i släktet gröen, och familjen gräs. Inga underarter finns listade i Catalogue of Life.